# Amerikanske studier
Amerikanske studier er et tværfagligt fagområde, der fokuserer på amerikansk historie, samfund og kultur. Feltet fokuserer traditionelt set på studiet af historie og litteratur, men dækker i dag også andre videnskabelige områder og således er det ofte set, at det amerikanske samfunds historie, ideologier og kulturelle frembringelser (musik, film, lyrik, tv-serier m.v.) danner fokusområdet i forskningen og undervisningen af amerikanske studier. Andre eksempler kan omfatte emner i amerikanske sociale bevægelser (fx borgerrettighedsbevægelsen), litteratur (fx amerikansk postmoderne litteratur), medier (fx tv-serier) eller idéhistorie (fx transcendentalisme). Fagfeltet blev grundlagt i USA i mellemkrigstiden og i Danmark har Syddansk Universitet både et forskningscenter og en uddannelse i amerikanske studier (både BA- og kandidatniveau), men derudover er der også megen forskning i amerikanske studier især på landets engelskuddannelser.

## Baggrund
Efter anden verdenskrig og under den kolde krig forsøgte den amerikanske regering at fremme amerikansk kultur i forskellige europæiske lande som en form for blød magt. Særligt i Storbritannien og Tyskland er amerikanske studier blevet et fremtrædende studieområde. I 1955 blev den britiske sammenslutning for amerikanske studier etableret og i 1968 grundlagde den nordiske forening for amerikanske studier tidsskriftet American Studies in Scandinavia, der stadig bliver udgivet.

## Tidsskrifter
- American Quarterly (1949-) - en af de ældste og mest centrale tidsskrifter i feltet i USA. American Quarterlys faglige fokus er i dag meget orienteret som mistænksomhedens hermeneutik.[2]
- American Studies (1960-) - et centralt tidsskrift i feltet
- American Studies in Scandinavia (1968-) - den skandinaviske amerikanistsammenslutnings tidsskrift
- Amerikastudien/American Studies (1956-) - den tyske forening for amerikanske studiers tidsskrift
- Journal of American Studies (1967-)- den britiske forening for amerikanske studiers tidsskrift